# Westfalenweg

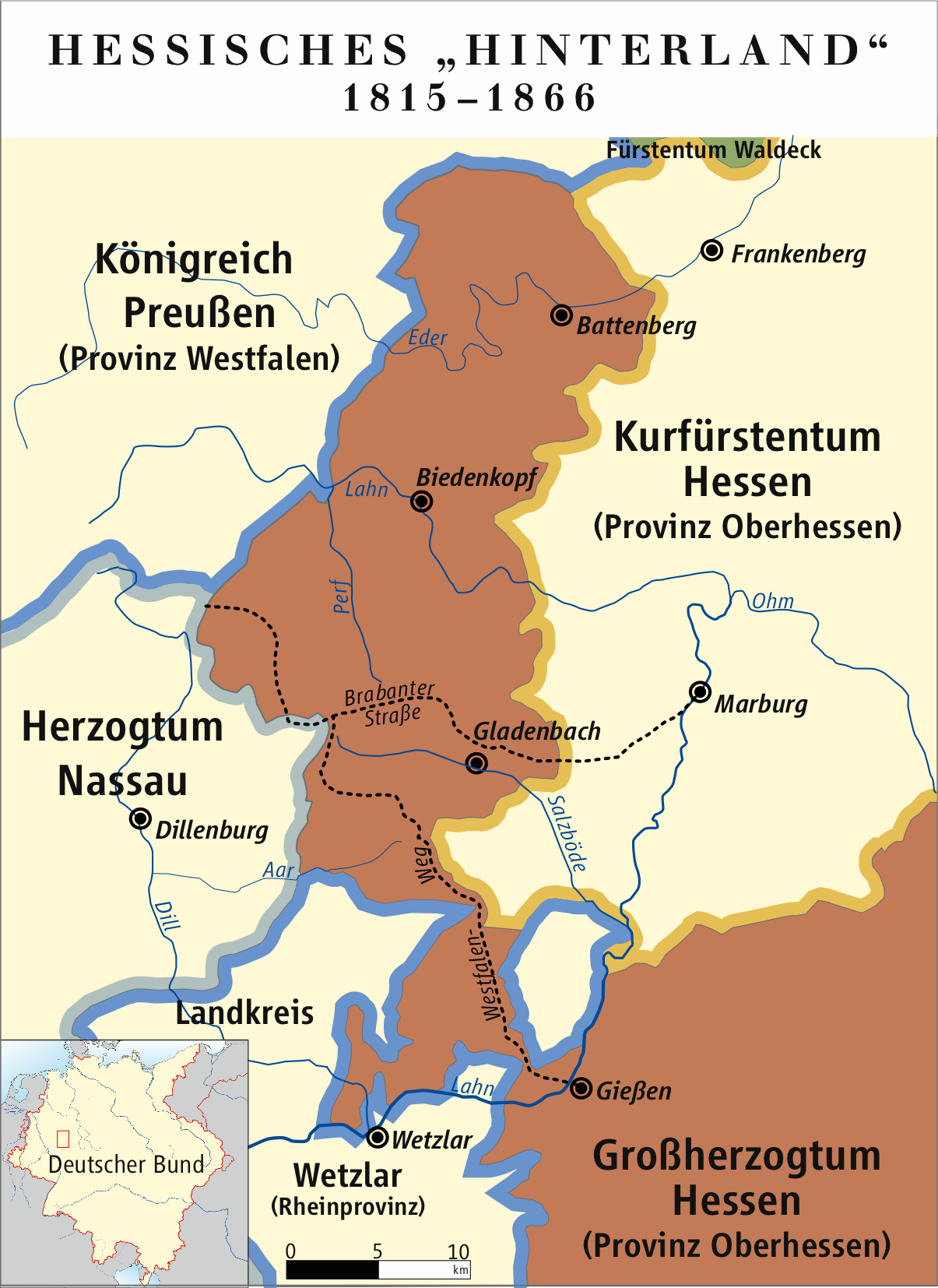
Hessisches Hinterland (ohne die Exklaven Vöhl und Itter) 1815–1866, Trasse des Westfalenweges

Der Westfalenweg ist ein mittelalterlicher Handelsweg, ein Fernweg, eine Altstraße. Der Begriff wurde im Raum Gießen geprägt, weil der Weg von dort bis nach Westfalen führte. Die Trasse verläuft auf längeren Strecken siedlungsfern in Nordrichtung auf der Haupt-Wasserscheide Lahn / Dill- bzw . kleinräumig auf der Wasserscheide Aar (Dill) / Salzböde. Dem alten Verlauf folgt heute bis zur Zollbuche weitgehend die Landesstraße L 3047.
Aus Richtung Gießen über die Lahnbrücke kommend führte der Westfalenweg vorbei an Heuchelheim an der Lahn, dem dortigen ehemaligen Windhof (heute Gelände der Schunk Group), durch Rodheim-Bieber, Fellingshausen, den Dünsberg und Frankenbach tangierend, zur Zollbuche. Von da weiter auf der Wasserscheide Aar (Dill) / Salzböde durch Günterod, westlich an Hartenrod und Schlierbach vorbei bis zur Angelburg (Berg), dem Kreuzungspunkt alter Handels- und Fernwege z.B . mit dem Leipzig-Köln-Lüttich-Antwerpener Fernhandelsweg, auch Brabanter Straße genannt und der Herborner Hohe Straße im Schelder Wald. Von dort konnte man auf seiner nördlichen Fortsetzung z. B.über die „Heerstraße“, ein frühmittelalterlicher Höhenweg, auf der Wasserscheide Perf / Dautphe verlief, nach Westfalen, Paderborn und weiter bis nach Bremen gelangen.
Seine Trasse lässt vermuten, dass der Weg schon in der Vor- und Frühgeschichte von Bedeutung gewesen sein könnte, da er das keltische Oppidum auf dem Dünsberg direkt mit den Wilhelmsteinen und der Keltensiedlung bei der Angelburg  verband. Die Wilhelmsteine werden als eine überregional bedeutsame vorchristliche Kultstätte (Naturheiligtum) angesehen.
Dieser Weg bot jahrhundertelang (bis 1854, Aufhebung der Zollschranken mit Preußen) die einzige Möglichkeit, Waren zollfrei aus dem hessen-darmstädtischen Hinterland in die Provinzhauptstadt Gießen bzw. nach Darmstadt zu bringen. Er verlief weitgehend auf hessisch-darmstädtischem Gebiet und durchquerte mit wenigen hundert Metern beim ehemaligen Rasthaus/Gasthaus „Eiserne Hand“ einen Zipfel des  Territoriums der Grafschaft Solms, mit der ein Abkommen bestand.